# Le Cheix
Le Cheix är en kommun i departementet Puy-de-Dôme i regionen Auvergne-Rhône-Alpes i centrala Frankrike. Kommunen ligger i kantonen Riom-Est som tillhör arrondissementet Riom. År 2022 hade Le Cheix 689 invånare.

## Befolkningsutveckling
Antalet invånare i kommunen Le Cheix
| Referens: INSEE |